# Jan Reutt

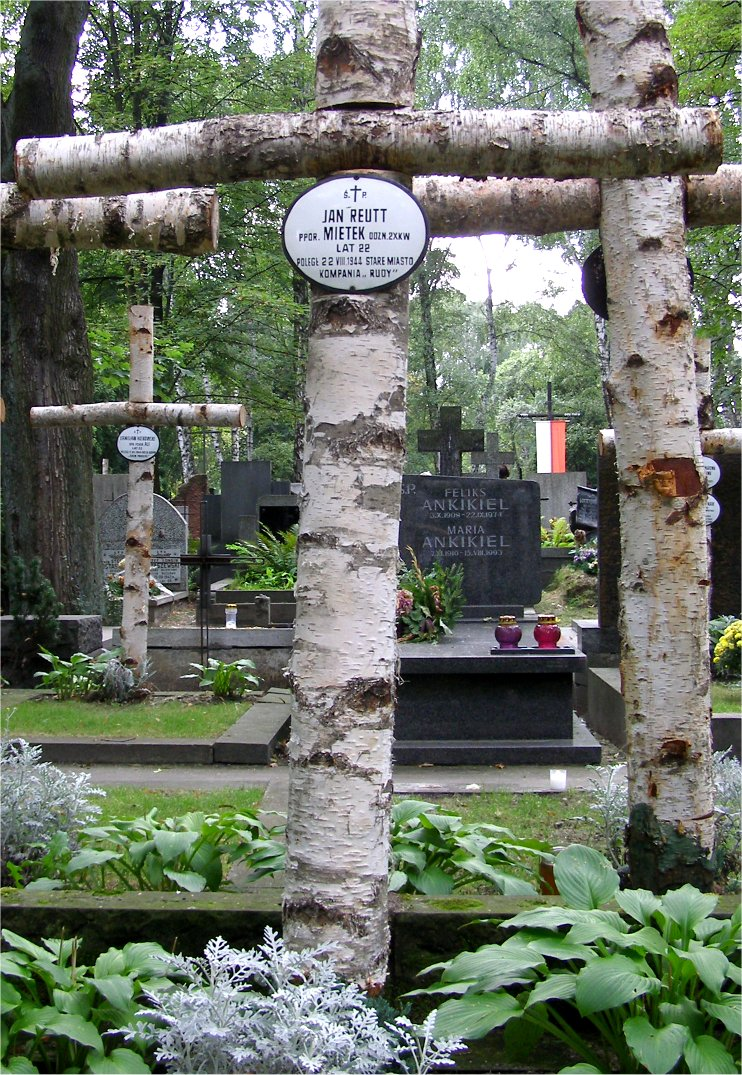
Mogiła na Powązkach

Jan Reutt ps. Mietek (ur. 21 grudnia 1921 w Grudziądzu, zm. 22 sierpnia 1944 w Warszawie) – podporucznik, uczestnik powstania warszawskiego jako dowódca  4. drużyny w 2. kompanii „Rudy” I plutonu „Sad” batalionu „Zośka” Armii Krajowej. Syn Mieczysława.
W czasie okupacji niemieckiej działał w konspiracji. Należał do hufca Sad 400, który wywodził się z mokotowskiej grupy PET-u. Uczestniczył w akcji Wilanów, należał do grupy „streifa”. Ukończył II turnus Szkoły Podchorążych Rezerwy Piechoty Agricola z piętnastą lokatą. Przeprowadzał rozpoznanie do akcji „Tłuszcz-Urle”.
W powstaniu warszawskim walczył ze swoim oddziałem na Woli i Starym Mieście.
Ciężko ranny, z odniesionych ran zmarł 22. dnia powstania warszawskiego w szpitalu szpitalu Jana Bożego przy ul. Bonifraterskiej na Starym Mieście. Miał 22 lata. Został dwukrotnie odznaczony Krzyżem Walecznych. Pochowany w kwaterach żołnierzy i sanitariuszek batalionu „Zośka” na  Cmentarzu Wojskowym w Warszawie (kwatera A20-5-14).